# Temporada do Clube de Regatas do Flamengo de 2018/Confrontos
Estas são as estatísticas de confrontos do Clube de Regatas do Flamengo na temporada de 2018.

## Confrontos
Última atualização em 2 de dezembro de 2018.

### Sudeste

#### Clássicos
| Competição            | J  | V | E | D | GP | GC | SG | %    |
| --------------------- | -- | - | - | - | -- | -- | -- | ---- |
| Campeonato Brasileiro | 6  | 3 | 2 | 1 | 10 | 4  | +6 | 61,1 |
| Campeonato Carioca    | 6  | 2 | 2 | 2 | 5  | 7  | –2 | 44,4 |
| Total                 | 12 | 5 | 4 | 3 | 15 | 11 | +5 | 52,8 |

##### Botafogo
| Competição            | J | V | E | D | GP | GC | SG | %    |
| --------------------- | - | - | - | - | -- | -- | -- | ---- |
| Campeonato Brasileiro | 2 | 1 | 0 | 1 | 3  | 2  | +1 | 50,0 |
| Campeonato Carioca    | 3 | 2 | 0 | 1 | 4  | 2  | +2 | 66,7 |
| Total                 | 5 | 3 | 0 | 2 | 7  | 4  | +3 | 60,0 |

##### Fluminense
| Competição            | J | V | E | D | GP | GC | SG | %     |
| --------------------- | - | - | - | - | -- | -- | -- | ----- |
| Campeonato Brasileiro | 2 | 2 | 0 | 0 | 5  | 0  | +5 | 100,0 |
| Campeonato Carioca    | 2 | 0 | 1 | 1 | 1  | 5  | –4 | 16,7  |
| Total                 | 4 | 2 | 1 | 1 | 6  | 5  | +1 | 58,3  |

##### Vasco da Gama
| Competição            | J | V | E | D | GP | GC | SG | %    |
| --------------------- | - | - | - | - | -- | -- | -- | ---- |
| Campeonato Brasileiro | 2 | 0 | 2 | 0 | 2  | 2  | 0  | 33,3 |
| Campeonato Carioca    | 1 | 0 | 1 | 0 | 0  | 0  | 0  | 33,3 |
| Total                 | 3 | 0 | 3 | 0 | 2  | 2  | 0  | 33,3 |

#### Demais clubes do Rio de Janeiro
| Competição         | J | V | E | D | GP | GC | SG  | %    |
| ------------------ | - | - | - | - | -- | -- | --- | ---- |
| Campeonato Carioca | 9 | 8 | 0 | 1 | 18 | 1  | +17 | 88,9 |
| Total              | 9 | 8 | 0 | 1 | 18 | 1  | +17 | 88,9 |

#### Minas Gerais
| Competição            | J | V | E | D | GP | GC | SG | %    |
| --------------------- | - | - | - | - | -- | -- | -- | ---- |
| Copa Libertadores     | 2 | 1 | 0 | 1 | 1  | 2  | –1 | 50,0 |
| Campeonato Brasileiro | 6 | 5 | 1 | 0 | 10 | 3  | +7 | 88,9 |
| Total                 | 8 | 6 | 1 | 1 | 11 | 5  | +6 | 79,2 |

#### São Paulo
| Competição            | J  | V | E | D | GP | GC | SG | %    |
| --------------------- | -- | - | - | - | -- | -- | -- | ---- |
| Campeonato Brasileiro | 8  | 3 | 4 | 1 | 10 | 6  | +4 | 54,2 |
| Copa do Brasil        | 4  | 1 | 2 | 1 | 2  | 2  | 0  | 41,7 |
| Total                 | 12 | 4 | 6 | 2 | 12 | 8  | +4 | 50,0 |

### Sul

#### Paraná
| Competição            | J | V | E | D | GP | GC | SG | %    |
| --------------------- | - | - | - | - | -- | -- | -- | ---- |
| Campeonato Brasileiro | 4 | 2 | 0 | 2 | 7  | 5  | +2 | 50,0 |
| Total                 | 4 | 2 | 0 | 2 | 7  | 5  | +2 | 50,0 |

#### Rio Grande do Sul
| Competição            | J | V | E | D | GP | GC | SG | %    |
| --------------------- | - | - | - | - | -- | -- | -- | ---- |
| Campeonato Brasileiro | 4 | 2 | 0 | 2 | 5  | 4  | +1 | 50,0 |
| Copa do Brasil        | 2 | 1 | 1 | 0 | 2  | 1  | +1 | 66,7 |
| Total                 | 6 | 3 | 1 | 2 | 7  | 5  | +2 | 55,6 |

#### Santa Catarina
| Competição            | J | V | E | D | GP | GC | SG | %    |
| --------------------- | - | - | - | - | -- | -- | -- | ---- |
| Campeonato Brasileiro | 2 | 1 | 0 | 1 | 4  | 3  | +1 | 50,0 |
| Total                 | 2 | 1 | 0 | 1 | 4  | 3  | +1 | 50,0 |

### Nordeste

#### Bahia
| Competição            | J | V | E | D | GP | GC | SG | %    |
| --------------------- | - | - | - | - | -- | -- | -- | ---- |
| Campeonato Brasileiro | 4 | 2 | 2 | 0 | 5  | 2  | +3 | 66,7 |
| Total                 | 4 | 2 | 2 | 0 | 5  | 2  | +3 | 66,7 |

#### Ceará
| Competição            | J | V | E | D | GP | GC | SG | %    |
| --------------------- | - | - | - | - | -- | -- | -- | ---- |
| Campeonato Brasileiro | 2 | 1 | 0 | 1 | 3  | 1  | +2 | 50,0 |
| Total                 | 2 | 1 | 0 | 1 | 3  | 1  | +2 | 50,0 |

#### Pernambuco
| Competição            | J | V | E | D | GP | GC | SG | %     |
| --------------------- | - | - | - | - | -- | -- | -- | ----- |
| Campeonato Brasileiro | 2 | 2 | 0 | 0 | 5  | 1  | +4 | 100,0 |
| Total                 | 2 | 2 | 0 | 0 | 5  | 1  | +4 | 100,0 |

### Centro-Oeste

#### Goiás
| Competição | J | V | E | D | GP | GC | SG | %     |
| ---------- | - | - | - | - | -- | -- | -- | ----- |
| Amistosos  | 1 | 1 | 0 | 0 | 3  | 1  | +2 | 100,0 |
| Total      | 1 | 1 | 0 | 0 | 3  | 1  | +2 | 100,0 |

### Internacionais
| Competição        | J | V | E | D | GP | GC | SG | %    |
| ----------------- | - | - | - | - | -- | -- | -- | ---- |
| Copa Libertadores | 6 | 2 | 4 | 0 | 7  | 4  | +3 | 55,6 |
| Total             | 6 | 2 | 4 | 0 | 7  | 4  | +3 | 55,6 |